# Große Kunstschau Worpswede

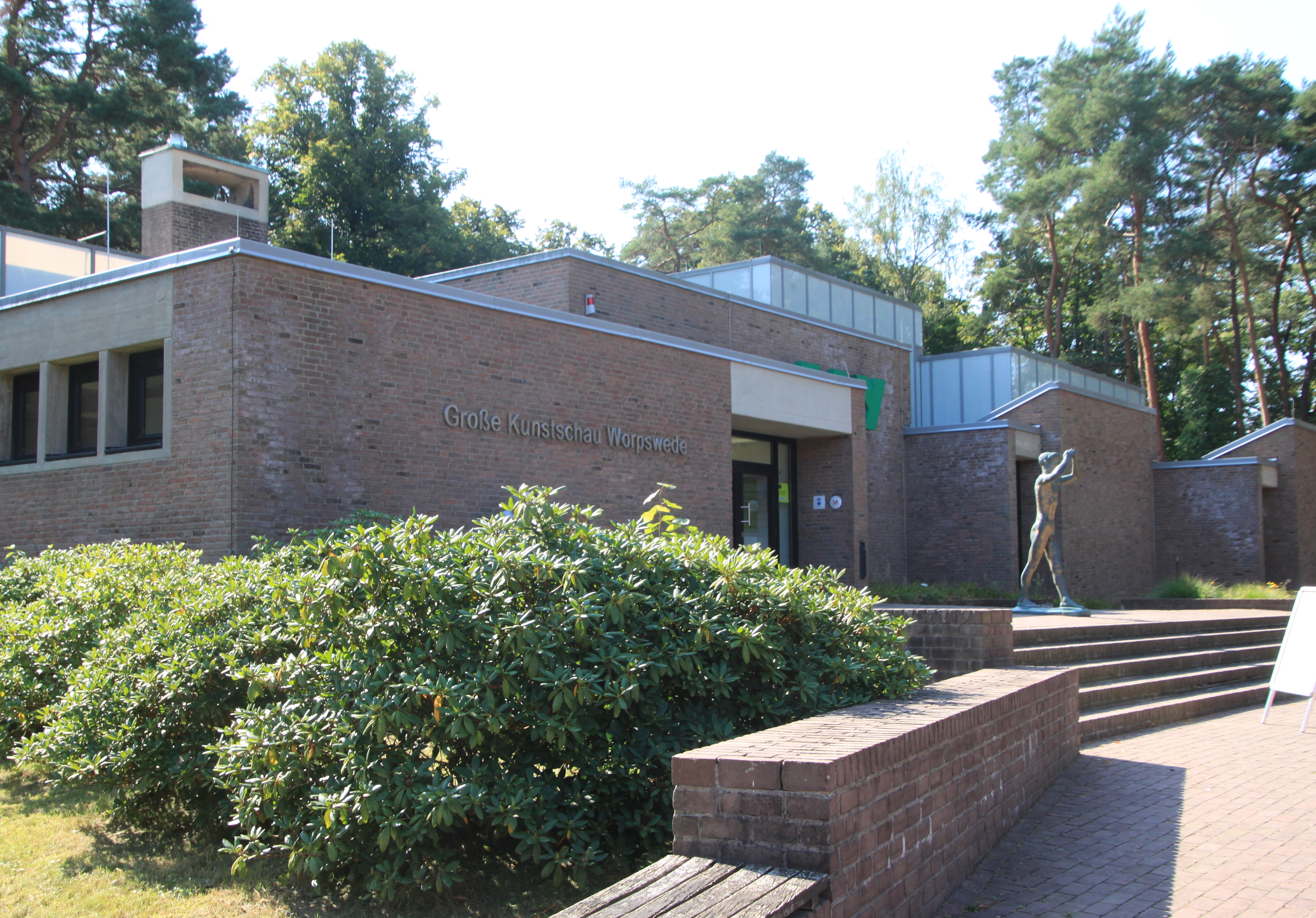
Große Kunstschau Worpswede

Die Große Kunstschau Worpswede, Lindenallee 5, im Zentrum der niedersächsischen Gemeinde Worpswede, wurde im ersten Drittel des 20. Jahrhunderts gebaut und ist eines der vier örtlichen Museen.
Das Gebäude in einer Gruppe (mit Kaffee Worpswede und Logierhaus) steht unter Denkmalschutz (siehe auch Liste der Baudenkmale in Worpswede).

## Geschichte und Beschreibung
Worpswede im Teufelsmoor wurde 1218 erstmals als Besitz des Klosters Osterholz erwähnt. 1889 entstand die Künstlerkolonie Worpswede mit prominenten Mitgliedern wie Otto Modersohn (1865–1943) und Paula Modersohn-Becker (1876–1907).
1914 zog Bernhard Hoetger in den Ort. 1927 erhielt er von der Kaffee HAG GmbH (Bremen) den Auftrag, an das bereits bestehende Kaffee Worpswede eine Kunstschau anzubauen, womit die Funktionen von Veranstaltungs-, Kommunikations- und Ausstellungszentrum vereint werden sollten.
Bauwerk
Das eingeschossige, stark gegliederte Gebäude in Backstein, auf unregelmäßigem Grundriss unter verschiedenen Dachformen wurde 1927 nach Plänen von Hoetger gebaut. Mit dem bis ins Detail durchgeformten Haus in freien Formen verwirklichte er seinen expressionistischen Stil zu einer organischen Einheit, in der sich Bauwerk, Malerei, Innenausstattung sowie die umgebende Landschaft als Gesamtkunstwerk darstellen. Durch niedrige Zwischentrakte sind die Backsteinbauten Kunstschau, Kaffee, Ludwig-Roselius-Museum Worpswede und Logierhaus verbunden. 2008 fand nach Sanierungsmaßnahmen die Wiedereröffnung der Kunstschau statt.
Das Landesdenkmalamt befand u. a.: „… orts-, bau- und kunstgeschichtlichen Bedeutung, aufgrund der durch die ganz eigene Gestaltungsform manifestierten künstlerischen Bedeutung als auch als bedeutender Teil des Gesamtwerks des überregional bekannten Künstlers Hoetger …“
Ausstellungen
Im historischen Hoetger-Bau werden in der Dauerausstellung Werke der ersten Worpsweder Malergeneration gezeigt, u. a.: Hans am Ende: Weites Land, Bernhard Hoetger: Licht und Tänzerin Sent M'Ahesa, Paula Modersohn-Becker: Schützenfest und Junge am Wasser, Carl Vinnen: Mondnacht, Heinrich Vogeler: Der Sommerabend sowie von Otto Modersohn, Fritz Overbeck und Fritz Mackensen. In den modernen Räumen werden wechselnde Ausstellungen aktueller und zeitgenössischer Kunst gezeigt sowie Arbeiten aus den Sammlungen der Kulturstiftung Landkreis Osterholz.
Das daneben stehende sanierte und erweiterte Roselius-Museum von 1971 fungiert einschließlich eines neu errichteten, gläsernen Verbindungstrakts seit 2011 als Haus für zeitgenössische und moderne Kunst.
Hoetger verbrachte ab 1914 mehrere Jahre in Worpswede. Er prägte die Architektur des Ortes und entwarf in Worpswede das Landhaus Brunnenhof (1914), den Niedersachsenstein (1921), die Töpferei (1921), die Kunsthütte (1921), Haus Hoetger (1922), das Kaffee Worpswede (1925), das Logierhaus (1926) und die Kunstschau (1927). Die Skulptur Die Wut, Teil eines Zyklus von Gegensatzpaaren, steht neben dem Treppenaufgang zur Kunstschau.